# Jack Brabham
Sir John Arthur "Jack" Brabham (Hurstville, Sydney, 1926. április 2. – Gold Coast, 2014. május 19.) ausztrál autóversenyző, a Formula–1 1959-es, 1960-as és 1966-os évadjának bajnoka. Haláláig a legidősebb élő Formula–1-es világbajnok volt, Juan Manuel Fangio 1995. július 17-én bekövetkezett halála óta.

## Életpályája

### Fiatalkora
Jack Brabham Sydney külvárosában, Hurstville-ben született egy fűszerárus fiaként. Apja áruszállító autóját már akkor vezette, mikor még jogosítványa sem volt. Jó műszaki érzékének köszönhetően olyan szakközépiskolában tanult, ahol ilyen jellegű tapasztalatokat szerzett. Miután tizenöt éves korában otthagyta az iskolát, egy autószerelő-műhelyben kezdett dolgozni. A második világháború alatt az Ausztrál Királyi Légierőnél szolgált. 1946-ban egy kis autójavító üzletet nyitott. Közben kisebb kategóriákban versenyzett. Bemutatkozó évében megnyerte az NSW bajnokságot és szövetséget alapítottak Ron Tauranackkel.

### Cooper-korszak
1955-ben sikerült bekerülnie a Formula–1-be. Nemsokára csatlakozott a gyári Cooper csapathoz, melyek autóiban elsőként a versenysorozatban hátul volt a motor. 1959-ben Brabham motorral ellátott Cooperrel versenyzett. Összesítésben az élen végzett. A jó sorozat a következő évben is folytatódott, 5 versenyt nyert zsinórban. Így 1960-ban is világbajnoki címet ünnepelhetett a Cooper csapat autójával. A világbajnok Cooper-rel 1960-ban Amerikába ment tesztelni. 1961-ben megnyerte a híres 500 mérföldes versenyt a Formula–1-es autó módosított változatával. Indianapolisban Brabham teljesítményét figyelve rájöttek, hogy az elülső motoros autók napjai meg vannak számlálva. Érdekes, hogy a Cooper ennek ellenére az elkövetkezendő években teljesen esélytelen volt a Formula–1-ben. A Ferrarik domináltak. 1961 végén Brabham otthagyta a Cooper csapatot.

### Brabham-korszak

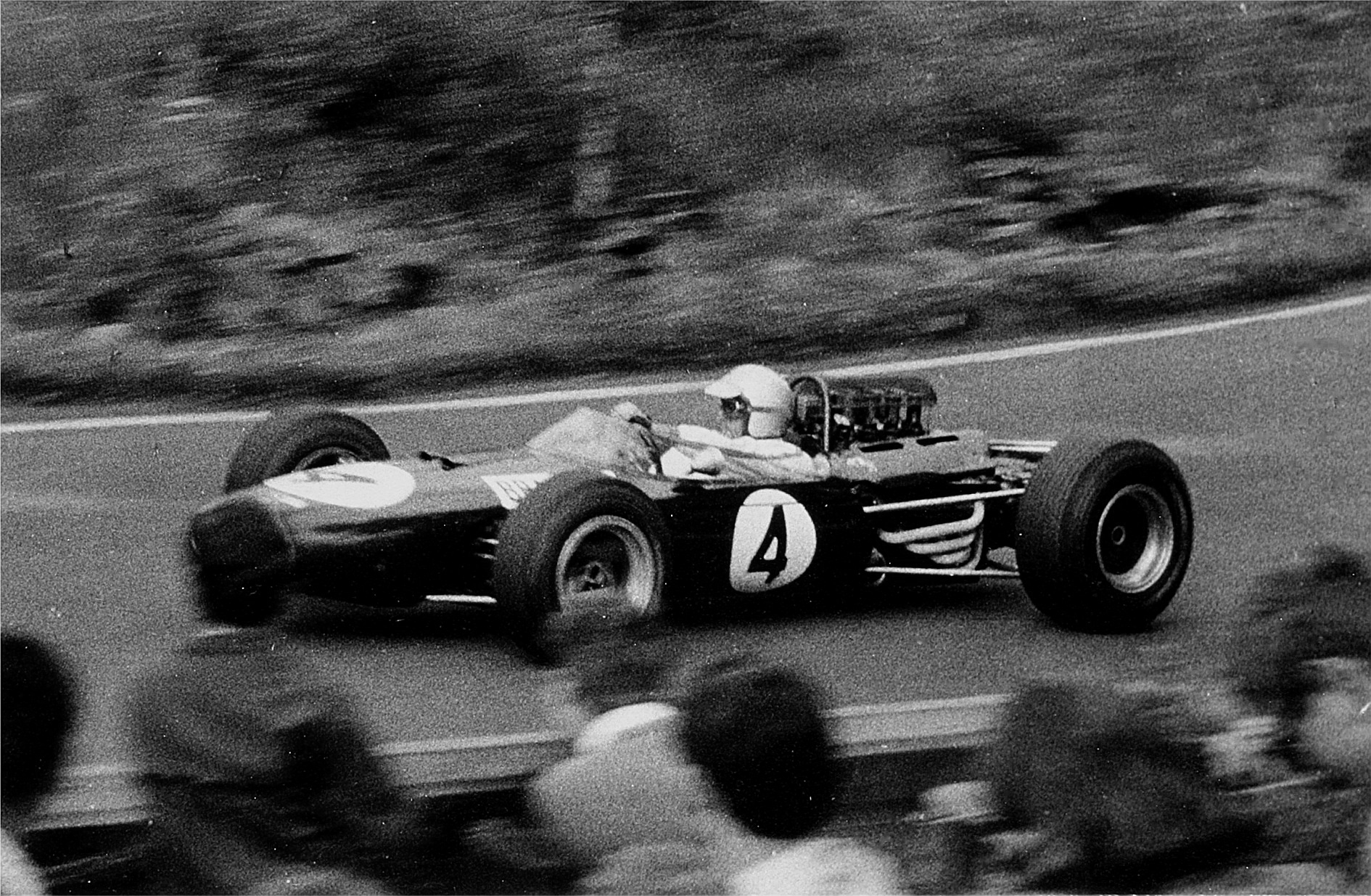

1961-ben Ron Tauranackel megalapították a Brabham csapatot, melyben a motorok 1500 cm³-esek voltak. A csapat első győzelmét 1964-ben érte el. A győztes autót azonban nem Jack Brabham, hanem csapattársa, Dan Gurney vezette. 1966-ban sikerült kifejleszteniük egy 3000 cm³-es motort, ennek köszönhetően Brabham megnyerte a világbajnoki címet, és ő lett az első Formula–1-es pilóta, aki saját nevével fémjelzett autóban ért fel a csúcsra. 1967-ben a világbajnoki címet csapattársa, Denny Hulme nyerte. 1969-ben folyamatos sérülései miatt Brabham vissza akart vonulni, de mivel nem talált jó pilótát csapata számára, ezért úgy döntött, marad még egy évet. A szezon jól kezdődött, az első futamot Dél-Afrikában meg is nyerte. A harmadik versenyen Monacóban vezetett, de az utolsó körben, az utolsó kanyart elrontotta. Fel akarta tartani Jochen Rindtet, de az első kerekeivel baj történt és megcsúszott, ennek következtében Rindt megelőzte. Az összesítésben az ötödik helyen végzett.

### A Formula–1 után
Az idény 13. és egyben utolsó nagydíja után 44 éves korában Mexikóban bejelentette, visszavonul. A Brabham csapatban lévő tulajdonrészét eladta Ron Tauranacnek és visszatért Ausztráliába. 1976-ban részt vett egy versenyen Stirling Mossal. Az autó hatalmas balesetet szenvedett, de szerencsére Brabham életben maradt. A brit királynő 1979-ben lovaggá ütötte. Brabham mind a három fia – Geoff, Gary és David – apjuk nyomdokaiba lépett. Brabham 1990-ben került fel a Nemzetközi Motorsport Szövetség halhatatlanjainak listájára.

## Teljes Formula–1-es eredménysorozata
(Táblázat értelmezése)

(Félkövér:pole-pozícióból indult 

Dőlt: leggyorsabb kört futott) 

| Év   | Csapat                  | 1      | 2       | 3      | 4       | 5       | 6        | 7       | 8        | 9      | 10     | 11       | 12     | 13     | Helyezés | Pont    |
| ---- | ----------------------- | ------ | ------- | ------ | ------- | ------- | -------- | ------- | -------- | ------ | ------ | -------- | ------ | ------ | -------- | ------- |
| 1955 | Cooper                  | ARG    | MON     | 500    | BEL     | NED     | GBR Ki   | ITA     |          |        |        |          |        |        | –        | 0       |
| 1956 | Jack Brabham (Maserati) | ARG    | MON     | 500    | BEL     | FRA     | GBR Ki   | GER     | ITA      |        |        |          |        |        | –        | 0       |
| 1957 | Cooper Rob Walker       | ARG    | MON 6   | 500    | FRA 7 * | GBR Ki  | GER Ki † | PES 7   | ITA      |        |        |          |        |        | –        | 0       |
| 1958 | Cooper                  | ARG    | MON 4   | NED 8  | 500     | BEL Ki  | FRA 6    | GBR 6   | GER Ki † | POR 7  | ITA Ki | MOR 11 † |        |        | 18.      | 3       |
| 1959 | Cooper                  | MON 1  | 500     | NED 2  | FRA 3   | GBR 1   | GER Ki   | POR Ki  | ITA 3    | USA 4  |        |          |        |        | 1.       | 31 (34) |
| 1960 | Cooper                  | ARG Ki | MON KIZ | 500    | NED 1   | BEL 1   | FRA 1    | GBR 1   | POR 1    | ITA    | USA 4  |          |        |        | 1.       | 43      |
| 1961 | Cooper                  | MON Ki | NED 6   | BEL Ki | FRA Ki  | GBR 4   | GER Ki   | ITA Ki  | USA Ki   |        |        |          |        |        | 11.      | 4       |
| 1962 | Brabham                 | NED Ki | MON 8   | BEL 6  | FRA Ki  | GBR 5   | GER Ki   | ITA     | USA 4    | RSA 4  |        |          |        |        | 9.       | 9       |
| 1963 | Brabham                 | MON 9  | BEL Ki  | NED Ki | FRA 4   | GBR Ki  | GER 7    | ITA 5   | USA 4    | MEX 2  | RSA 13 |          |        |        | 7.       | 14      |
| 1964 | Brabham                 | MON Ki | NED Ki  | BEL 3  | FRA 3   | GBR 4   | GER 12   | AUT 9   | ITA 14   | USA Ki | MEX 15 |          |        |        | 8.       | 11      |
| 1965 | Brabham                 | RSA 8  | MON Ki  | BEL 4  | FRA     | GBR Ni  | NED      | GER 5   | ITA      | USA 3  | MEX Ki |          |        |        | 10.      | 9       |
| 1966 | Brabham                 | MON Ki | BEL 4   | FRA 1  | GBR 1   | NED 1   | GER 1    | ITA Ki  | USA Ki   | MEX 2  |        |          |        |        | 1.       | 42 (45) |
| 1967 | Brabham                 | RSA 6  | MON Ki  | NED 2  | BEL Ki  | FRA 1   | GBR 4    | GER 2   | CAN 1    | ITA 2  | USA 5  | MEX 2    |        |        | 2.       | 46 (48) |
| 1968 | Brabham                 | RSA Ki | ESP Ni  | MON Ki | BEL Ki  | NED Ki  | FRA Ki   | GBR Ki  | GER 5    | ITA Ki | CAN Ki | USA Ki   | MEX 10 |        | 23.      | 2       |
| 1969 | Brabham                 | RSA Ki | ESP Ki  | MON Ki | NED 6   | FRA Inj | GBR Inj  | GER Inj | ITA Ki   | CAN 2  | USA 4  | MEX 3    |        |        | 10.      | 14      |
| 1970 | Brabham                 | RSA 1  | ESP Ki  | MON 2  | BEL Ki  | NED 11  | FRA 3    | GBR 2   | GER Ki   | AUT 13 | ITA Ki | CAN Ki   | USA 10 | MEX Ki | 5.       | 25      |

* A helyezést Mike MacDowel-lel közösen kapta.
† Formula–2-es autóval vett részt a futamon.